# Broom Bridge

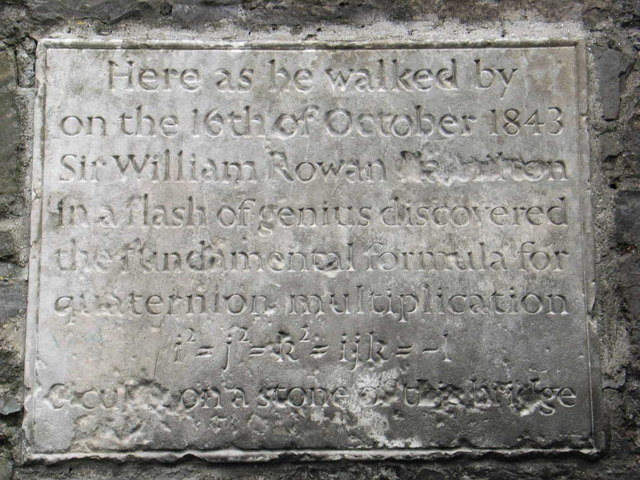
Kvaternionskylten på Broom Bridge.

Broom Bridge, även kallad Brougham Bridge, är en liten bro som ligger längs Broomridge road och korsar Royal Canal i Cabra, Dublin på Irland. Bron är uppkallad efter William Broom, som var en av direktörerna för Royal Canal Company.
Broom Bridge är känt för att vara platsen där William Rowan Hamilton först skrev ner den fundamentala formeln för kvaternioner den 16 oktober 1843 och idag finns det en stenskylt på brons nordvästra ände där följande text är inhuggen:
Here as he walked by
on the 16th of October 1843
Sir William Rowan Hamilton
in a flash of genius discovered
the fundamental formula for
quaternion multiplication
i² = j² = k² = ijk = −1
& cut it on a stone of this bridge